# Liste der Vizegouverneure von Mato Grosso do Sul

Wappen von Mato Grosso do Sul

Die Liste der Vizegouverneure von Mato Grosso do Sul gibt einen Überblick über die Vizegouverneure des brasilianischen Bundesstaats Mato Grosso do Sul seit Gründung des Staates.
Die eigenständige Regierungsgeschichte von Mato Grosso do Sul beginnt mit der Ausgliederung aus Mato Grosso, beschlossen am 10. Oktober 1977, und der Installation als Staat am 1. Januar 1979.

## Militärdiktatur (Fünfte Republik, 1964–1985)
| Nr. | Name        | Bild | Partei | Beginn der Amtszeit | Ende der Amtszeit |
| --- | ----------- | ---- | ------ | ------------------- | ----------------- |
| 1   | Ramez Tebet |      | PMDB   | 1. Jan. 1979        | 12. Juni 1979     |

## Neue Republik (Sechste Republik, seit 1985)
| Nr. | Name                | Bild | Partei | Beginn der Amtszeit | Ende der Amtszeit |
| --- | ------------------- | ---- | ------ | ------------------- | ----------------- |
| 2   | George Takimoto     |      | PMDB   | 15. März 1987       | 14. März 1991     |
| 3   | Ary Rigo            |      | PST    | 15. März 1991       | 1. Jan. 1995      |
| 4   | Braz Melo           |      | PSDB   | 1. Jan. 1995        | 3. Mai 1996       |
| –   | Vakant              |      |        | 3. Mai 1996         | 1. Jan. 1999      |
| 5   | Moacir Kohl         |      | PDT    | 1. Jan. 1999        | 31. Jan. 2003     |
| 6   | Egon Krakheche      |      | PT     | 1. Jan. 2003        | 1. Jan. 2007      |
| 7   | Murilo Zauith       |      | PFL    | 1. Jan. 2007        | 1. Jan. 2011      |
| 8   | Simone Tebet        |      | PMDB   | 1. Jan. 2011        | 1. Jan. 2015      |
| 9   | Rose Modesto        |      | PSDB   | 1. Jan. 2015        | 1. Jan. 2019      |
| 10  | Murilo Zauith       |      | DEM    | 1. Jan. 2019        | amtierend         |
| 11  | José Carlos Barbosa |      | PP     | 1. Jan. 2023        |                   |